# Notiosciadium pampicola
Notiosciadium pampicola är en flockblommig växtart som beskrevs av Carlos Luis Spegazzini. Notiosciadium pampicola ingår i släktet Notiosciadium och familjen flockblommiga växter. Inga underarter finns listade i Catalogue of Life.